# Rio Paraná
O rio Paraná é o principal curso de água formador da Bacia do rio Prata. É considerado, em sua extensão total até a foz do Estuário da Prata, o oitavo maior rio do mundo em extensão (4.880 km) e o maior da América do Sul depois do Amazonas. Sua bacia hidrográfica abrange mais de 10% de todo o território brasileiro, sendo a continuação do rio Grande, recebendo o nome de rio Paraná na confluência com o rio Paranaíba.
Juntamente com seus afluentes, o rio Paraná forma uma enorme bacia de drenagem que abrange grande parte da parte central do sul da América do Sul, incluindo essencialmente todo o Paraguai, grande parte do sul do Brasil, norte da Argentina e sudeste da Bolívia. Se o rio Uruguai for contado como um tributário do Paraná, essa bacia se estende até cobrir a maior parte do Uruguai. O volume de água que flui para o Oceano Atlântico através do Rio da Prata é aproximadamente igual ao volume no delta do rio Mississippi. Esta bacia hidrográfica contém várias metrópoles, como São Paulo, Buenos Aires, Rosário, Assunção, Brasília e La Plata.

## Etimologia
O topônimo "Paraná" é procedente do termo da língua geral paraná, que significa "rio". Na língua tupi-guarani, significa "como o mar".

## Características
O rio Paraná em sua parte alta, separa os estados de Mato Grosso do Sul, Minas Gerais e São Paulo também este último estado com o Paraná, além de demarcar a fronteira entre Brasil e Paraguai numa extensão de 190 quilômetros até a foz do rio Iguaçu. A partir deste ponto marca o início da fronteira entre Argentina e Paraguai. O rio continua correndo para o sul até próximo a cidade de Posadas onde  muda para direção oeste. Na confluência do rio Paraguai o rio entra inteiramente em terras argentinas e passa a percorrer a direção sul, desaguando no delta do Paraná e, consequentemente, no Rio da Prata.
A sua vazão na foz, de 16 000 metros cúbicos por segundo, é comparável à de rios como o rio Mississippi (18 000 metros cúbicos por segundo) e o rio Ganges (16 000 metros cúbicos por segundo). No trecho brasileiro, há a barragem de Jupiá, que está localizada a 21 quilômetros da confluência com o rio Tietê, assim como também as barragem de Ilha Solteira e a Usina Hidrelétrica de Porto Primavera,  enquanto na fronteira do Paraguai (Ciudad del Este) com o Brasil (Foz do Iguaçu) está localizada a barragem de Itaipu, e na fronteira entre a Argentina e o Paraguai, Yacyretá. As duas hidroelétricas fornecem 99% da eletricidade do Paraguai (90% só de Itaipu), e fazem do país um dos maiores exportadores de eletricidade do mundo.
Sua profundidade média é de cerca de 23 metros e a profundidade máxima de 170 metros.
No rio Paraná, na altura do município de Guaíra, existia o Salto de Sete Quedas, que era a maior cachoeira do mundo em volume de água, mas que foi submersa no ano de 1982 com a construção do lago da Usina de Itaipu.
A mata que, antes, ocupava boa parte da bacia do Paraná encontra-se largamente extinta; a área mais preservada encontra-se na província argentina de Misiones. O rio Paraná corre aproximadamente no eixo central da bacia do Paraná, ampla bacia sedimentar com área de cerca de 1,5 milhões de km² e situada na porção centro-leste da América do Sul, abrangendo o nordeste da Argentina, o centro-sul do Brasil, a porção leste do Paraguai e o norte do Uruguai. O nome da bacia sedimentar, bacia do Paraná, é derivado do rio Paraná.

## Usos

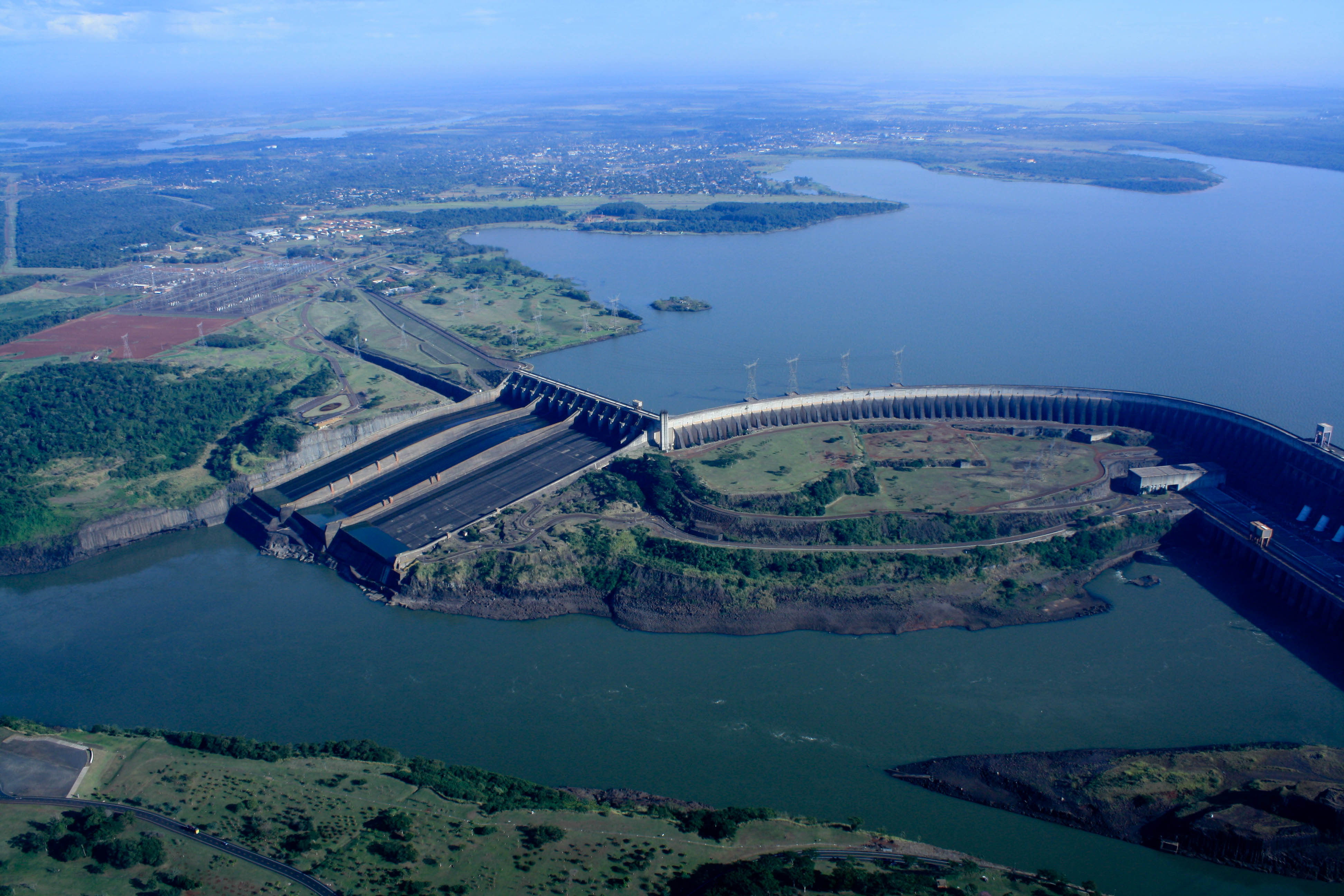
Usina Hidrelétrica de Itaipu

O Paraná e seus afluentes fornecem uma fonte de renda e sustento diário para os pescadores que vivem ao longo de suas margens. Algumas espécies de peixes (como o surubí e o sábalo) são comercialmente importantes e são exploradas para consumo interno pesado ou para exportação. O delta do rio Paraná é considerado um dos maiores destinos de observação de pássaros do mundo.
Grande parte da extensão do Paraná é navegável, e o rio serve como uma importante via navegável que liga cidades do interior da Argentina e Paraguai ao oceano, fornecendo portos de águas profundas em algumas dessas cidades. A construção de enormes barragens hidrelétricas ao longo do rio bloqueou seu uso como corredor marítimo para cidades mais a montante, mas o impacto econômico dessas barragens compensa isso. A barragem de Yacyretá e a barragem de Itaipu, na fronteira com o Paraguai, tornaram a pequena nação do Paraguai o maior exportador mundial de energia hidrelétrica. Devido ao seu uso em navios oceânicos, as medições dos lençóis freáticos remontam a 1904. Os dados se correlacionam com o ciclo solar.

## Conservação da biodiversidade

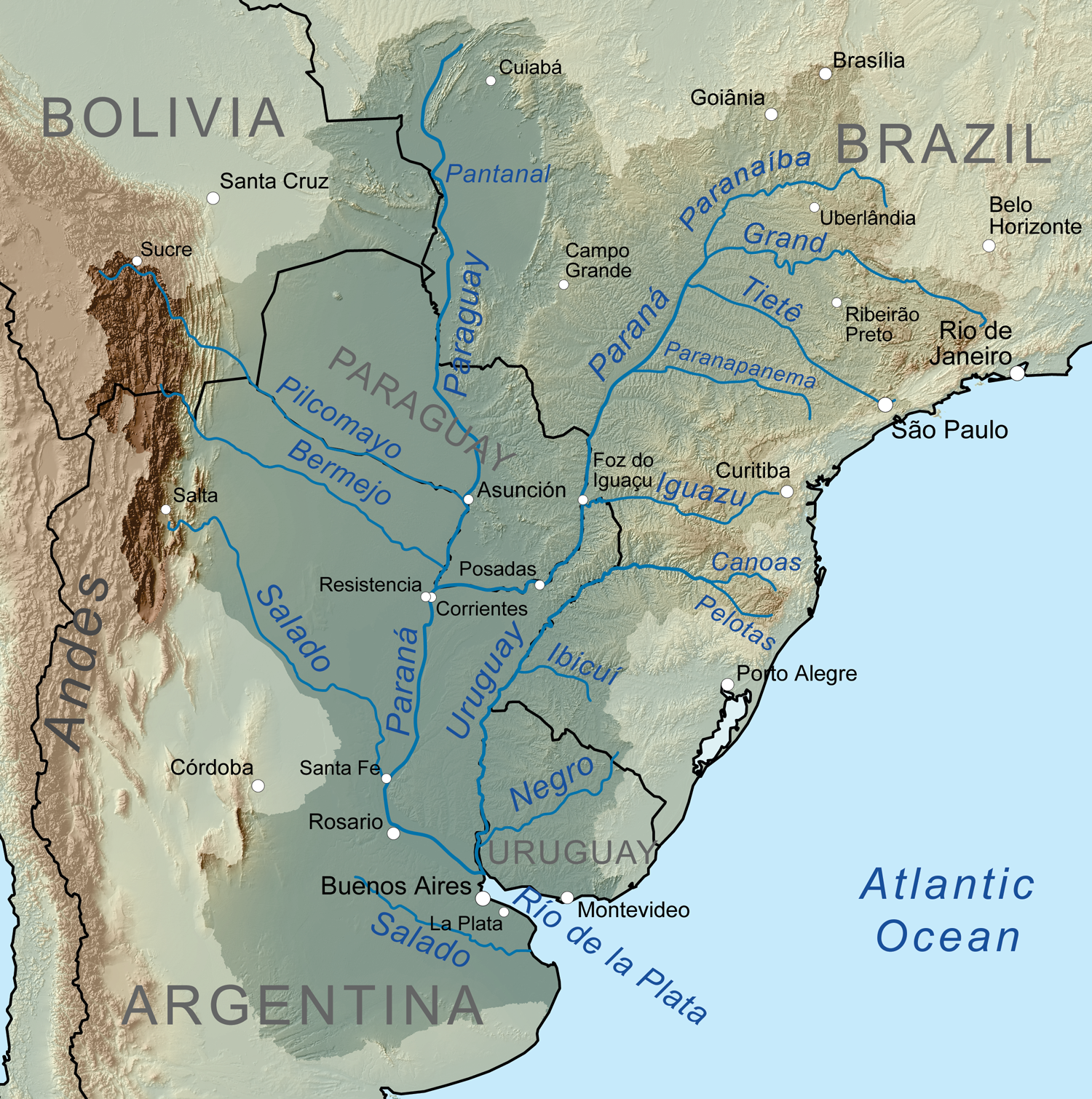
Mapa da sub-bacia do rio Paraná

As primeiras iniciativas pela conservação do rio Paraná datam do final do século XIX, quando em 1876 o engenheiro André Rebouças sugere a criação do Parque Nacional de Sete Quedas. Com o alagamento das Sete Quedas em 1982, pela construção da hidrelétrica Itaipu durante o regime militar, o parque nacional foi descriado e a conservação do rio Paraná seria retomada apenas uma dez anos depois. Entre 1984 e 1994 foi um longo período de destruição dos recursos naturais e da paisagem do rio Paraná. O processo de exploração e ocupação por meio de sucessiva derrubada da vegetação e uso da queima pelo fogo, para substituição por pastagens e agricultura, levou a uma perda de 52% da cobertura florestal nativa.
Em razão dos grandes impactos ambientais causados pelo conjunto de barragens instaladas ao longo de todo o curso do rio Paraná, pela ocupação desordenada e pela pecuária extensiva em seu arquipélago, deu-se início na década de 1990 a um intenso movimento pela conservação do último trecho do rio Paraná livre de barragens. Foram criadas as APAs Intermunicipais, a Estação Ecológica de Ilha Grande, O Parque Nacional de Ilha Grande, a Área de Proteção Ambiental das Ilhas e Várzeas do Rio Paraná e o Parque Estadual das Várzeas do Rio Ivinhema. Ainda nos anos 1990, durante o I Congresso Brasileiro de Unidades de Conservação, os pesquisadores do Nupelia João Batista Campos e Ângelo Agostinho apresentaram a primeira proposta de Corredor de Biodiversidade do Rio Paraná conectando o mosaico de áreas protegidas no remanescente do rio Paraná ao Parque Nacional do Iguaçu.
No início do movimento pela preservação do remanescente do rio Paraná, havia apenas 6% de floresta nativa na região. Vinte anos depois da criação das primeiras unidades de conservação, em 2014,  as áreas de floresta já ocupavam 11% do território protegido. Os impactos da ocupação irregular decorrente das invasões das ilhas por veranistas foram substancialmente revertidos até por volta de 2017. Aproximadamente 270 casas foram demolidas pelo Instituto Chico Mendes de Conservação da Biodiversidade e Instituto Ambiental do Paraná em parceria com o Ministério Público Federal.